# Vera (serial telewizyjny)

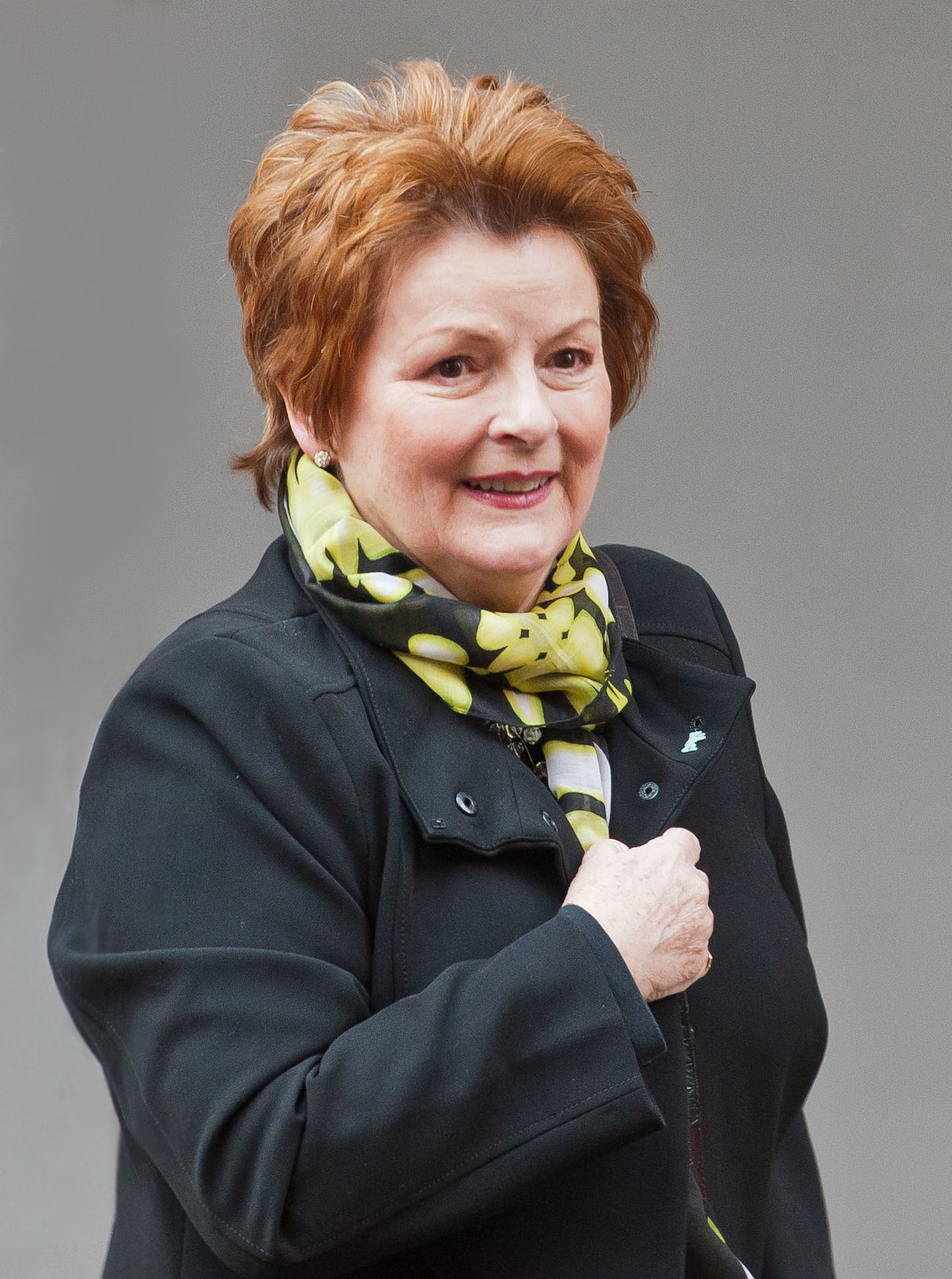
Brenda Blethyn, odtwórczyni roli tytułowej

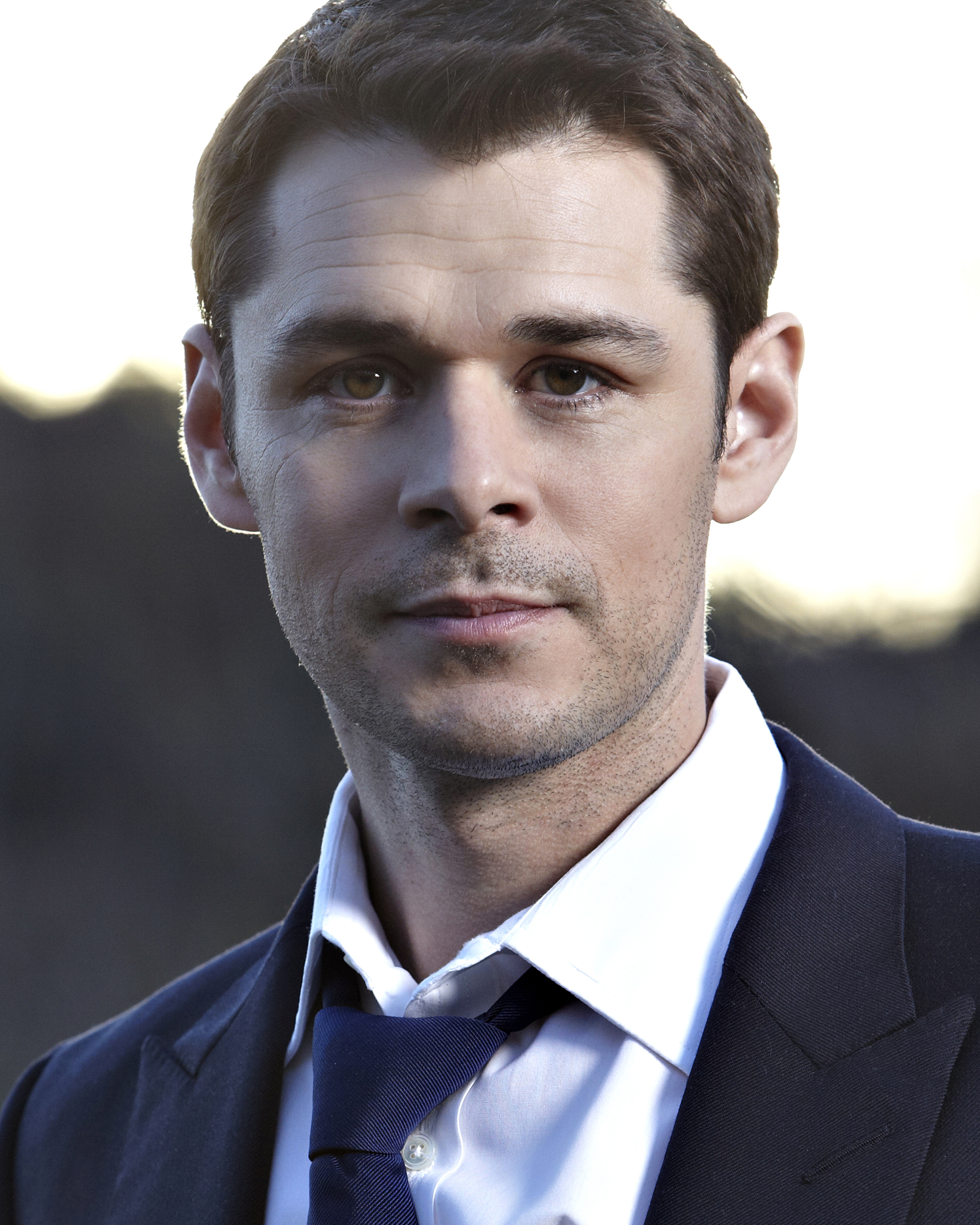
Kenny Doughty (sierżant Aiden Healy)

Vera – brytyjski serial kryminalny z Brendą Blethyn w roli tytułowej, na podstawie powieści kryminalnych Ann Cleeves. Serial emitowany w latach 2011–2025 składa się z 56 odcinków podzielonych na 14 serii. 
W styczniu 2024 r. potwierdzono, że na 14. serii, składającej się z dwóch dwugodzinnych odcinków, zakończy się produkcja serialu. 
W Polsce serial emituje stacja Ale Kino+.

## Fabuła
Głównym bohaterem jest Vera Stanhope, główny inspektor policji (DCI) w anonimowym miasteczku w hrabstwie Northumberland. Vera to samotna zaniedbana kobieta w średnim wieku nadużywająca alkoholu. Praca jest jednak dla niej wszystkim, a niezwykle przenikliwy umysł sprawia, że sprawnie rozwiązuje zagadki kryminalne. Pomaga jej zespół, z sierżantem Joe Ashworthem (David Leon), a następnie Aidenem Healy (Kenny Doughty) na czele. W 13. sezonie Joe Ashworth wraca w randze inspektora (DI).

## Obsada
- Brenda Blethyn – inspektor Vera Stanhope (wszystkie serie)
- David Leon – sierżant Joe Ashworth (serie 1-4), inspektor (serie 13-14)
- Kenny Doughty – sierżant Aiden Healy (serie 5-12)
- Jon Morrison – konstabl Kenny Lockheart (wszystkie serie)
- Riley Jones – konstabl Mark Edwards (wszystkie serie)
- Wunmi Mosaku – konstabl Holly Lawson (serie 1-2)
- Clare Calbraith – konstabl Rebecca Shepherd (serie 2-4)
- Cush Jumbo – konstabl Bethany Whelan (serie 2, 5-6)
- Noof McEwan – konstabl Hicham Cherradi (serie 6-7)
- Ibinabo Jack – konstabl Jacqueline Williams (serie 8-12)
- Rhiannon Clements – konstabl Stephanie Duncan (serie 13–14)
- Paul Ritter – patolog dr Billy Cartwright (serie 1-3)
- Kingsley Ben-Adir – patolog dr Marcus Sumner (serie 4-6, 8)
- Christopher Colquhoun – patolog dr Anthony Carmichael (seria 7)
- Paul Kaye – patolog dr Malcolm Donahue (serie 9-12)
- Sarah Kameela Impey – patolog dr Paula Bennett (serie 12–14)
- Sonya Cassidy – Celine Ashworth, żona Joego (serie 2-4)
- Lisa Hammond – pracownik biurowy Helen Milton (serie 5-7)
- Tom Hutch – konstabl John Warren (serie 2-4)

W mniejszych rolach i epizodach wystąpili m.in.: Robert Pugh, Gina McKee, Phyllis Logan, Peter Davison, David Calder, Adrian Lukis, Nina Sosanya, Judy Parfitt, Kate Dickie, Christopher Fairbank, Julia Sawalha, Matilda Ziegler, Liam Cunningham, Amit Shah, Clive Russell, Cathy Tyson, Jodie Comer, Charlie Heaton, Mark Addy, Kerry Fox, Shaun Dingwall.

## Spis odcinków
sezon 1 (2011)
1. Hidden Depths (Ukryta głębia)
2. Telling Tales (Droga przez kłamstwa)
3. The Crow Trap (Przynęta)
4. Little Lazarus (Mały Łazarz)

sezon 2 (2012)
1. The Ghost Position (Niemy świadek)
2. Silent Voices (Stłumione głosy)
3. Sandancers
4. A Certain Samaritan (Zwykły samarytanin)

sezon 3 (2013)
1. Castles in the Air (Zamki na piasku)
2. Poster Child (Dziewczynka z plakatu)
3. Young Gods (Złota młodzież)
4. Prodigal Son (Syn marnotrawny)

sezon 4 (2014)
1. On Harbour Street
2. Protected
3. The Deer Hunters
4. Death of a Family Man

sezon 5 (2015)
1. Changing Tides
2. Old Wounds
3. Muddy Waters
4. Shadows in the Sky

sezon 6 (2016)
1. Dark Road
2. Tuesday's Child
3. The Moth Catcher
4. The Sea Glass

sezon 7 (2017)
1. Natural Selection
2. Dark Angel
3. Broken Promise
4. The Blanket Mire

sezon 8 (2018)
1. Blood and Bone
2. Black Ice
3. Home
4. Darkwater

sezon 9 (2019)
1. Blind Spot
2. Cuckoo
3. Cold River
4. The Seagull

sezon 10 (2020)
1. Blood Will Tell
2. Parent Not Expected
3. Dirty
4. The Escape Turn

sezon 11 (2021-2023)
1. Witness
2. Recovery
3. Tyger Tyger
4. As The Crow Flies
5. Vital Signs
6. The Way the Wind Blow

sezon 12 (2023)
1. Against the Tide
2. For the Grace of God
3. Blue
4. The Darkest Evening
5. The Rising Tide

sezon 13 (2024)
1. Fast Love
2. Tender
3. Salt and Vinegar

sezon 14 (2025)
1. Inside
2. The Dark Wives